# 양홍섭
양홍섭(1965년 1월 21일 ~ )은 대한민국의 발라드 가수이자 작사·작곡가이다.

## 삶
서라벌고등학교를 졸업했다. 1985년 부활의 1집 음반에 수록된〈희야〉를 작사·작곡 하면서 음악계에 입문했다. 1988년에는 가수활동을 시작했고, 대표곡으로 〈슬퍼지는 내모습〉이 있다.

## 음반
- 1988년 - 1집
- 1993년 - 2집

## 학력
- 서라벌고등학교
- 경희대학교 작곡과

## 기타 작품
- 1988년 댄스 가수 김명철 <난 지금 마음이 아파>을 작곡했다.
- 1993년 발라스 음악 그룹 김명철 & 박혜성 <그대 품안에>을 작곡했다.
- 록밴드 바람꽃의 <비와 외로움>을 작사, 작곡했다.